# Svrljig
Svrljig (v srbské cyrilici Сврљиг, do roku 1904 Derven/Дервен) je město v jihovýchodní části centrálního Srbska poblíž hranice s Bulharskem (30 km severozápadně od Niše). Patří k menším městům; v roce 2011 měl 7 543 obyvatel. Administrativně je součástí Nišavského okruhu. Nachází se v údolí říčky Timok v nadmořské výšce 379 m.
Město má železniční spojení (trať Niš – Zaječar).